# Bonkers (Dizzee Rascal)
Bonkers è un brano musicale del rapper britannico Dizzee Rascal, pubblicato come secondo singolo estratto dall'album Tongue n' Cheek. Il brano, scritto da Dylan Mills ed Armand Van Helden, che è anche produttore del brano, e vi partecipa in qualità di featuring,  è stato pubblicato il 18 maggio 2009 dalla Dirtee Skank Records.

## Tracce
CD, vinile 12"
1. Bonkers (Radio Edit) – 2:59
2. Bonkers (Club Mix) – 5:12
3. Bonkers (Club Dub) – 5:26
4. Butterfly – 3:53

Download digitale
1. Bonkers (Radio Edit) – 2:59
2. Bonkers (Club Mix) – 5:12
3. Bonkers (Club Dub) – 5:26
4. Butterfly – 3:53
5. Bonkers (Music Video) – 2:56

## Classifiche
| Classifica (2009) | Posizione più alta |
| ----------------- | ------------------ |
| Svizzera          | 88                 |
| Austria           | 26                 |
| Belgio            | 6                  |
| Paesi Bassi       | 63                 |
| Finlandia         | 18                 |
| Australia         | 13                 |
| Nuova Zelanda     | 12                 |
| Germania          | 58                 |
| Irlanda           | 3                  |
| Regno Unito       | 14                 |